# Cayetano Ordóñez
Cayetano Ordóñez y Aguilera, noto come Niño de la Palma (Ronda, 24 gennaio 1904 – Madrid, 30 ottobre 1961), è stato un torero spagnolo e il patriarca della famiglia di toreri Ordóñez.

## Biografia
I suoi genitori possedevano un negozio di scarpe chiamato La Palma, da cui deriva il soprannome Niño de la Palma. Nel 1917 iniziò ad esibirsi per la prima volta come torero nei ranch della zona in cui viveva. Nel 1923 fece il suo debutto a Ronda, dove divenne il primo torero ad essere portato in trionfo attraverso il portone principale della Maestranza, e nel 1924 suscitò di nuovo grande entusiasmo quando accadde la stessa cosa a Siviglia. Da quel momento in poi fu molto richiesto nelle corride professioniste e amatoriali di Spagna.
Ordóñez ha inoltre ispirato Ernest Hemingway che lo ha usato come modello per Pedro Romero, il giovane torero di talento in Fiesta. Hemingway in seguito dichiarò che "tutto ciò che è accaduto nell'arena era vero, e tutto ciò che è accaduto al di fuori era finzione. Niño lo sapeva e non se ne è mai lamentato".
La sua ultima corrida si svolse ad Aranda de Duero nel 1942. Fu direttore della Scuola di corrida di Lisbona e morì a Madrid il 30 ottobre 1961.
I suoi figli divennero principalmente toreri e Antonio Ordóñez divenne uno dei più importanti nella Spagna del dopoguerra e protagonista del libro di Hemingway Un'estate pericolosa. I suoi pronipoti, Francisco e Cayetano Rivera Ordóñez sono famosi matador che lavorano ancora oggi in Spagna.